# Malinowy Rów
Malinowy Rów – część wsi Miłoszewo w Polsce, położona w województwie pomorskim, w powiecie wejherowskim, w gminie Linia.
W latach 1975–1998 Malinowy Rów administracyjnie należał do województwa gdańskiego.